# Videlicet
A abreviação viz. (ou viz sem um ponto final) é uma forma curta do Latim videlicet, que por sua vez é uma contração da frase em Latim videre licet, significando "é permitido ver". É usado como sinônimo de "ou seja", "isto é", "a saber", "que é" ou "como segue". Geralmente é usado para introduzir exemplos ou detalhes adicionais para ilustrar um ponto. Por exemplo: "todos os tipos de dados, viz. texto, áudio, vídeo, imagens, gráficos, podem ser transmitidos através de redes".

## Etimologia
Viz. é uma abreviação do advérbio latino videlicet usando abreviação scribal, um sistema de abreviação em latim medieval. Consiste nas duas primeiras letras, vi, seguidas das duas últimas, et, usando U+A76B ꝫ ET. Com a adoção da impressão com tipos móveis, a forma (então atual) da letra gótica ⟨z⟩, {\displaystyle {\mathfrak {z}}}, foi substituída por este símbolo, já que poucas tipografias o incluíam.

## Uso
Em contraste com i.e. e e.g., viz. é usado para indicar uma descrição detalhada de algo mencionado anteriormente, e quando precede uma lista de membros do grupo, implica (quase) completude.
- Viz. geralmente é pronunciado como "ou seja", "a saber" ou "a seguir",[7] mas às vezes é pronunciado como é escrito, viz.: /ˈvɪz/.
- Videlicet é pronunciado /vɪˈdɛlᵻsɛt/ ou /wɪˈdeɪlᵻkɛt/[7] em países de língua inglesa.

### Exemplos
- Este era o significado pretendido de seu discurso, viz. que nossa atitude era, de fato, prejudicial, não foi compreendido.
- Os dois problemas posteriores, viz. sua dívida e suas dores nas costas, não puderam ser resolvidos tão facilmente.
- "Meu avô teve quatro filhos que cresceram, a saber: Thomas, John, Benjamin e Josiah."[8]
- Os gases nobres, a saber, hélio, néon, argônio, criptônio, xenônio e radônio, mostram um comportamento inesperado quando expostos a este novo elemento.

## Comparado comscilicet
Uma expressão semelhante é scilicet, do Latim anterior scire licet, abreviado como sc., que significa "é permitido saber." Sc. fornece uma explicação entre parênteses, remove uma ambiguidade ou fornece uma palavra omitida no texto anterior, enquanto viz. geralmente é usada para elaborar ou detalhar o texto que a precede.
Em uso jurídico, Scilicet aparece abreviado como ss.. Também pode aparecer como um sinal de seção (§) em uma legenda, onde é usado para fornecer uma declaração de local, ou seja, um local onde uma ação vai ocorrer.
Scilicet pode ser lido como "a saber," "ou seja," ou "isto é," ou pronunciado /ˈskiːlᵻkɛt/ em países de língua inglesa, ou também anglicizado como /ˈsɪlᵻsɛt/.